# Coupe d'Amérique féminine de hockey en salle 2024
Navigation
Spring City 2021 2028
La Coupe d'Amérique féminine de hockey en salle 2024 sera la 9e édition de la Coupe d'Amérique féminine de hockey en salle qui se tiendra parallèlement au tournoi masculin du 19 au 22 mars 2024 au Seven Chiefs Sportsplex & Jim Starlight Centre à Calgary au Canada.
Le champion d'Amérique est qualifié pour la Coupe du monde 2025.
Le Guyana déclarent forfait pour cette édition.

## Équipes qualifiées
- Argentine
- Canada
- États-Unis
- Uruguay

## Critères
En cas d'égalité de points de plusieurs équipes à l'issue des matchs de poule, les critères suivants sont appliqués dans l'ordre indiqué pour établir leur classement:
1. Points de chaque équipe,
2. Matchs gagnés,
3. Différence de buts,
4. Buts pour,
5. Plus grand nombre de points obtenus dans les matchs de poule disputés entre les équipes concernées,
6. Buts marqués en plein jeu.

## Premier tour
Légende :
- Tour pour les médailles

| Rang | Équipe       | Pts | J | G | N | P | Bp | Bc | Diff |
| ---- | ------------ | --- | - | - | - | - | -- | -- | ---- |
| 1    | États-Unis T | 9   | 3 | 3 | 0 | 0 | 22 | 4  | +18  |
| 2    | Argentine    | 6   | 3 | 2 | 0 | 1 | 13 | 9  | +4   |
| 3    | Canada H     | 1   | 3 | 0 | 1 | 2 | 7  | 14 | -7   |
| 4    | Uruguay      | 1   | 3 | 0 | 1 | 2 | 6  | 21 | -15  |

| 19 mars 2024 | États-Unis | 7 - 1 | Argentine  |
| 19 mars 2024 | Canada     | 4 - 4 | Uruguay    |
| 20 mars 2024 | Argentine  | 8 - 1 | Uruguay    |
| 20 mars 2024 | Canada     | 2 - 6 | États-Unis |
| 21 mars 2024 | États-Unis | 9 - 1 | Uruguay    |
| 21 mars 2024 | Argentine  | 4 - 1 | Canada     |

## Tour pour les médailles

### Tableau final
|  | Demi-finales | Demi-finales | Demi-finales | Demi-finales |                               |            | Finale       | Finale       | Finale       | Finale       |
|  |              |              |              |              |                               |            |              |              |              |              |
|  | 22 mars 2024 | 22 mars 2024 | 22 mars 2024 | 22 mars 2024 |                               |            | 22 mars 2024 | 22 mars 2024 | 22 mars 2024 | 22 mars 2024 |
|  | 1            | États-Unis   | 5            | 5            |                               |            | 22 mars 2024 | 22 mars 2024 | 22 mars 2024 | 22 mars 2024 |
|  | 1            | États-Unis   | 5            | 5            |                               |            | 22 mars 2024 | 22 mars 2024 | 22 mars 2024 | 22 mars 2024 |
|  | 4            | Uruguay      | 0            | 0            |                               |            | 22 mars 2024 | 22 mars 2024 | 22 mars 2024 | 22 mars 2024 |
|  | 4            | Uruguay      | 0            | 0            | 1                             | États-Unis | 5 (3)tab     | 5 (3)tab     |              |              |
|  | 22 mars 2024 |              |              |              | 1                             | États-Unis | 5 (3)tab     | 5 (3)tab     |              |              |
|  |              |              | 2            | Argentine    | 5 (2)                         | 5 (2)      |              |              |              |              |
|  | 2            | Argentine    | 2            | Argentine    | 5 (2)                         | 5 (2)      | 6            | 6            |              |              |
|  | 2            | Argentine    |              |              |                               |            |              | 6            |              |              |
|  | 3            | Canada       | 2            | 2            |                               |            |              |              |              |              |
|  | 3            | Canada       | 2            | 2            | Match pour la troisième place |            |              |              |              |              |
|  |              |              |              |              |                               |            |              |              |              |              |
|  | 22 mars 2024 |              |              |              |                               |            |              |              |              |              |
|  | 4            | Uruguay      | 3            | 3            |                               |            |              |              |              |              |
|  | 4            | Uruguay      | 3            | 3            |                               |            |              |              |              |              |
|  | 3            | Canada       | 1            | 1            |                               |            |              |              |              |              |
|  | 3            | Canada       | 1            | 1            |                               |            |              |              |              |              |

### Match pour la3eplace
| Match 9            | Canada  | 1 - 3   | Uruguay                                |                                         |                                         |
| 22 mars 2024 15h45 | Lee 23e | (0 - 1) | 19e Amadeo · 22e Algorta · 39e Civetta | Arbitrage : Brian Tyson Richanne Gaskin | Arbitrage : Brian Tyson Richanne Gaskin |
| 22 mars 2024 15h45 | Rapport |         |                                        | Arbitrage : Brian Tyson Richanne Gaskin | Arbitrage : Brian Tyson Richanne Gaskin |

### Finale
| Match 10           | États-Unis                              | 5 - 5             | Argentine                                      |                                         |                                         |
| 22 mars 2024 18h15 | Matson 18e · D'Ariano 20e, (2x)26e, 37e | (2 - 2)           | 6e, 23e Irianni · 12e Navarro · 28e, 37e Amaya | Arbitrage : Kevin George Ayanna McClean | Arbitrage : Kevin George Ayanna McClean |
| 22 mars 2024 18h15 | Rapport                                 |                   |                                                | Arbitrage : Kevin George Ayanna McClean | Arbitrage : Kevin George Ayanna McClean |
| 22 mars 2024 18h15 | Heck · Rose · Matson                    | Tirs au but 3 - 2 | Rios · Irianni · Amaya                         | Arbitrage : Kevin George Ayanna McClean | Arbitrage : Kevin George Ayanna McClean |

## Classement final
| Rang                         | Équipe       | J | V | N | P | BP | BC | +/- | Pts |
| ---------------------------- | ------------ | - | - | - | - | -- | -- | --- | --- |
| Médaille d'or, Amérique      | États-Unis T | 5 | 4 | 1 | 0 | 32 | 9  | +23 | 13  |
| Médaille d'argent, Amérique  | Argentine    | 5 | 3 | 1 | 1 | 24 | 16 | +8  | 10  |
| Médaille de bronze, Amérique | Uruguay      | 5 | 1 | 1 | 3 | 9  | 27 | -18 | 4   |
| 4                            | Canada H     | 5 | 0 | 1 | 4 | 10 | 23 | -13 | 1   |

|  | Nation qualifiée pour la Coupe du monde 2025 en tant que champion continental |